# Ysberget-Laxtjärnsberget
Ysberget-Laxtjärnsberget är ett naturreservat i Hudiksvalls kommun i Gävleborgs län.
Området är naturskyddat sedan 1990 och är 403 hektar stort. Reservatet som omfattar de två bergen och Laxtjärnen dememellan består av lövrik barrnaturskog och barrblandskog. 